# ماتياس كليمنس
ماتياس كليمنس (بالفرنسية: Mathias Clemens)‏ ولد بتاريخ 08 أغسطس 1915، وتوفي في 26 نوفمبر 2001، كان دراج في صنف سباق الدراجات على الطريق.

## سجل النتائج

### سباقات أو مراحل فاز بها
- طواف فرنسا

## وصلات خارجية
- الموقع الرسمي

## روابط خارجية
- ماتياس كليمنس على موقع أرشيف الدراجات (الإنجليزية)
- ماتياس كليمنس على موقع إحصائيات الدراجات الإحترافية (الإنجليزية)
- ماتياس كليمنس على موقع CycleBase (الإنجليزية)